# Nagyrév
Nagyrév là một thị trấn thuộc hạt Jász-Nagykun-Szolnok, Hungary. Thị trấn này có diện tích 29,79 km², dân số năm 2010 là 722 người, mật độ 24 người/km².